# ガッテーオ
ガッテーオ（伊: Gatteo）は、イタリア共和国エミリア＝ロマーニャ州フォルリ＝チェゼーナ県にある、人口約9,300人の基礎自治体（コムーネ）。

## 地理

### 位置・広がり
フォルリ＝チェゼーナ県東部に位置する。

#### 隣接コムーネ
隣接するコムーネは以下の通り。
- チェゼナーティコ
- ガンベットラ
- ロンジャーノ
- サヴィニャーノ・スル・ルビコーネ

### 地勢
- ルビコーネ川（ルビコン川）

### 気候分類・地震分類
ガッテーオにおけるイタリアの気候分類 (it) および度日は、zona E, 2175 GGである。
また、イタリアの地震リスク階級 (it) では、zona 2 (sismicità media) に分類される。

## 行政

### 分離集落
ガッテーオには、以下の分離集落（フラツィオーネ）がある。
- Fiumicino, Gatteo a Mare, Sant'Angelo